# Touzac (Lot)
 Touzac  (en occitano Tosac) es una población y comuna francesa, situada en la región de Mediodía-Pirineos, departamento de Lot, en el distrito de Cahors y cantón de Puy-l'Évêque.

## Demografía
| 376 | 406 | 382 | 417 | 412 | 341 |
| Para los censos de 1962 a 1999 la población legal corresponde a la población sin duplicidades (Fuente: INSEE [Consultar]) |     |     |     |     |     |